# La Fin d'un supplice
Pour plus de détails, voir Fiche technique et Distribution.
La Fin d'un supplice est un long métrage de Ferdinand Singho sorti en 2017. Il s'agit d'un film de 1h27 qui aborde des thématiques telles que l’infidélité, l’égoïsme, la vie de couple avec des conséquences directes sur l’éducation et l’épanouissement des enfants, la quête du bonheur. Ce film transmet un message d’espoir, où les personnages inspirent par leur énergie à affronter le quotidien.

## Synopsis
Dans un bidonville de la ville de Douala, vit un jeune couple, Mireille, une jeune belle femme, Jean, taximan de profession à plein temps et leurs deux enfants. La petite famille vit dans une pauvreté extrême. Jean est très contrarié car son épouse le traite de paresseux et l’accuse d’être responsable de leur situation sociale.
Faisant des navettes à bord de son taxi, Jean transporte une belle femme Berthe. Berthe tombe rapidement amoureux de ce dernier et souhaite à tout prix le posséder. Jean réfute les avances de Berthe parce qu’il porte beaucoup d’amour pour sa petite femme Mireille et ses enfants. Sur le conseil de Paul, son ami d’enfance, il cède aux avances de Berthe mais la relation ne va pas loin car il est attaché à sa famille. Aidée par Annie, sa meilleure complice, Berthe détourne l’esprit de Jean grâce à un philtre d’amour.

## Fiche technique
- Réalisateur : Ferdinand Singho[4]
- Scénario et co-production : Sandrine Ngueffo
- Production exécutive:Josephine Mato[5]
- Pays : Cameroun
- Année : 2017[6],[7]
- Catégorie : Long métrage
- Genre : Drame
- Durée : 1h 27 minutes

## Distribution
- Valentine Fosso[5]
- Marc Kamsi
- Melanie Kegne
- Lynn Penpen
- Debelle Wafo
- André Youmbissie